# Doroteusz (Filip)
Doroteusz, imię świeckie Dmitrij Gieorgiewicz Filip (ur. 20 października 1913 w Nankowie, zm. 30 grudnia 1999 w Pradze) – prawosławny metropolita Czech i Słowacji.

## Życiorys
Ukończył szkołę rolniczą. W 1938 został wcielony do Armii Czechosłowackiej, jednak wskutek wejścia w życie postanowień układu monachijskiego został zdemobilizowany. Wydarzenia te skłoniły go do wstąpienia jeszcze w tym samym roku do monasteru św. Mikołaja w Izie. Dwa lata później złożył śluby wieczyste, przyjmując imię Doroteusz, a następnie został hierodiakonem. W czasie II wojny światowej służył w różnych parafiach. W 1945 wyjechał do Leningradu na wyższe studia teologiczne, które ukończył w 1955 r. W tym samym roku w Leningradzie został wyświęcony na biskupa z przeznaczeniem na powrót do Czechosłowacji. Biskup Doroteusz po powrocie do kraju objął katedrę preszowską. Po kilku latach został podniesiony do godności arcybiskupiej. Za pracę związaną z historią unii użhorodzkiej otrzymał tytuł doktora teologii. Zasiadał w Radzie Naukowej Wydziału Teologicznego Uniwersytetu Karola w Pradze. 
W 1964 wybrany na zwierzchnika Kościoła Prawosławnego Czechosłowacji, którą to godność sprawował do swojej śmierci w 1999 r. Po rozpadzie Czechosłowacji przyczynił się do zachowania dotychczasowej struktury Kościoła prawosławnego na jej obszarze (jedna jurysdykcja – Kościół Prawosławny Czech i Słowacji).